# Amaurobius yaan
Espèce
Amaurobius yaan est une espèce d'araignées aranéomorphes de la famille des Amaurobiidae.

## Distribution
Cette espèce est endémique du Sichuan en Chine,. Elle se rencontre dans les xians de Baoxing et de Wenchuan.

## Description
Le mâle holotype mesure 8,6 mm et la femelle paratype 9,2 mm.

## Systématique et taxinomie
Cette espèce a été décrite par Lin et Li en 2024.

## Étymologie
Son nom d'espèce lui a été donné en référence au lieu de sa découverte, Ya'an.

## Publication originale
- Lu, Lin & Li, 2024 : « Two new species of Amaurobius C. L. Koch, 1837 (Araneae, Amaurobiidae) from Sichuan Province, China. » Zootaxa, no 5397(1), p. 116-126.